# Streptocarpus oliganthus
Streptocarpus oliganthus är en tvåhjärtbladig växtart som beskrevs av Brian Laurence Burtt. Streptocarpus oliganthus ingår i släktet Streptocarpus och familjen Gesneriaceae. Inga underarter finns listade i Catalogue of Life.